# Loan Thành
Loan Thành (chữ Hán giản thể:栾城区, pinyin: Luánchéng Qu, âm Hán Việt: Loan Thành khu) là một quận thuộc địa cấp thị Thạch Gia Trang, tỉnh, Hà Bắc, Cộng hòa Nhân dân Trung Hoa. Quận Loan Thành có diện tích 347 ki-lô-mét vuông, dân số năm 1999 là 572 096 người. Mã số bưu chính là 051430. Quận này có 5 trấn và 3 hương.